# Юн Хо Чжун
Юн Хо Чжун (кор. 윤호중; род. 27 марта 1963 года, Капхён, Кёнгидо, Республика Корея) — южнокорейский политик и бывший активист, действующий член Национального собрания Республики Корея от Кури. В разное время занимал посты председателя (2021 и 2022 годы), лидера фракции (2021—2022) и генерального секретаря (2018—2020) «Демократической партии».

## Биография

### Ранние годы
Родился в Капхёне в 1963 году. Учился в средней школе Чхунчхон. Затем он изучал философию в Сеульском национальном университете в 1980-х годах. В 1984 году он был задержан за участие в протестах наряду с Ю Си Мином, Пэк Тэ Уном и Шим Чжэ Чхолем.

### Политическая карьера
Юн начал свою политическую карьеру в 1988 году в качестве помощника администратора в Управлении планирования и координации «Демократической партии мира». Затем он сблизился с председателем партии Ким Дэ Чжуном, который позже был избран президентом страны. После чего он работал в канцелярии президента Кима, в основном занимаясь вопросами, связанными с планированием политики. С 1991 года он также был секретарём бывшего депутата Хан Кван Ока, заметной фигуры, поддерживающей Ким Дэ Чжуна.
Юн изначально баллотировался в качестве кандидата в депутаты от Кури на выборах 2000 года под знаменем правящей «Демократической партии нового тысячелетия» (ДПНТ), но не был избран. Через год он был назначен заместителем пресс-секретаря ДПНТ. Позже он вышел из партии и присоединился к «Уридану» вместе с другими диссидентами. На выборах 2004 года он был впервые избран в Национальное собрание.
Хотя он не был переизбран в 2008 году, Юн привёл свою «Демократическую партию» к формированию оппозиционного альянса с «Демократической рабочей партией», «Творческой корейской партией», «Новой прогрессивной партией» и «Партией национального участия» на местных выборах 2010 года. После своего переизбрания в парламент в 2012 году под знаменем «Объединённой демократической партии» (ОДП) он работал над альянсом между кандидатами от ОДП Мун Чжэ Ином и независимым кандидатом Ан Чхоль Су на президентских выборах 2012 года. В 2013 году он баллотировался на пост вице-председателя ОДП, но не был избран.
После избрания Мун Чжэ Ина президентом в 2017 году Юн считался потенциальным кандидатом на пост министра малого, среднего бизнеса и стартапов, но так и не был назначен. В сентябре 2018 года он был назначен генеральным секретарём «Демократической партии» вскоре после избрания председателем Ли Хэ Чана.
16 апреля 2021 года Юн был избран новым лидером парламентской фракции «Демократической партии», победив Пак Ван Чжу. Он также стал исполняющим обязанности председателя, после отставки До Чжон Хвана.
11 апреля 2025 года к досрочным президентским выборам 2025 года кандидат в президенты от «Демократической партии» Ли Чжэ Мён назначил Юн Хо Чжуна главой своего предвыборной штаба по стратегии кампании.

## Личная жизнь
Женат на Ча Кён Хи, имеет сына и дочь.